# 小林由美子
小林 由美子（こばやし ゆみこ、1979年6月18日 - ）は、日本の女性声優。千葉県匝瑳市出身。フリー。
代表作に『デュエル・マスターズ』（切札勝舞）、『焼きたて!!ジャぱん』（東和馬）がある。

## 経歴
和洋女子大学卒業。『アニメージュ』・日本ナレーション演技研究所主催の声優スクール出身。

### 生い立ち
8歳上の兄の影響で、少年漫画を読んでいた。小学4年生の時に漫画から読んで熱中していた『ドラゴンボール』のテレビアニメ版を見ていた。その頃は職業としての声優は無知で、「アニメのキャラクターが声を出しているんだろう」と思っていた。ある時、友人が学校に声優雑誌を持ってきて、野沢雅子が主人公の孫悟空を演じていることを教えてもらい声優に興味を持つ。声優雑誌のインタビューを読み始めて「野沢さんみたいに男の子の声が出る声優になりたい！」と思うようになった。

### 声優になるまで
自分なりに調べていた結果、「声優にとって大事なことは芝居だ」と思い、中学時代は演劇部に所属しようと思っていた。しかし演劇部がなく、「何か自分を表現する部活はないか」と探していた時に器械体操部の部員の床演技を見て、「これは表現力を磨くのにいい！先輩部員がバク転やバク中をする姿を見て、「めっちゃかっこいい！これが出来たら悟空さんになれる！」と思ったのが動機の半分だった。
3年間、ひたすらバク転やバク中をするためだけに時間を費やし、その甲斐あってバク転やバク中はできるようになった。高校に進学後、「声優になるには先ずは芝居だ!」と演劇部に所属したり、自分なりに芝居の勉強をしていた。根本圭子とは同い年で同じ学区の高校演劇部出身である。本来、3年生は夏ごろに引退するが、翌年の2月まで居座り続けて、お局中のお局になっていた。熱中したら猪突猛進なところがあるため、これと思ったところをまっすぐ突き進んできたという。
高校卒業後は声優の専門学校に行きたかったが、親からも教師からも猛反対され、教師からは「声優なんていうのは夢物語。アニメはもう趣味でいいだろう」と言われた。半ば説得された形で大学に行くことを決めたが、内心は「絶対、声優になってやるぞ」と思っていた。
大学受験と並行しながら、教師や親には内緒で、声優事務所の特待生オーディションを受けまくっていた。授業料が自分では払えないと思ったため、「授業料免除の特待生になるしかない」と思った。

### キャリア
雑誌の一般公募オーディションに合格。高校3年生の夏に、「声優サマーオーディション」に参加し、ミューラスの特待生となる。大学にも無事合格して、学生生活を送りながら1998年に声優デビュー。
デビューするも当初は落ちこぼれで、オーディションも落ちまくっていた。元々非常に緊張するタイプなのもあり、声も小さく、演技も上手くなく、滑舌も悪く、音響監督が「お前、どうしたらいいんだろうな」と頭を抱えてしまうほどの居残り組だった。仕事が無かった時期は、事務所が持ってきていたティッシュ配りやビルの清掃など、声優とは関係のない仕事も「これも何かに役立つだろう」と思ってがむしゃらに行っていた。
ある時、デビュー当時から大変お世話になっている三石琴乃が主役を務めていたアフレコ現場の見学をしていたところ、三石から、「本気で声優をやりたいなら、毎週アフレコに見学においで。1回じゃ意味がないから毎週来て、名前を覚えてもらうところから始めてみて」と助言を受けた。その言葉に「そうだ、こんなことをしている場合ではない」と思って音響監督に頼み込み、アフレコの見学をし、更に名前を覚えてもらうところから始めようと、アフレコ後の飲みの場にも毎回参加していた。先輩たちやスタッフたちの貴重な話を多数聞き、その縁でオーディションに呼ばれることも増え、少しずつ仕事が貰えるようになっていったという。
2001年に『電脳冒険記ウェブダイバー』の結城ケント役で初主演。
デビュー間もないころ、吹き替えでも通用する少年の演じ方を研究する中で、「子役に勝る演技はない」と考えるようになっていたが、矢島晶子が演じる『ホーム・アローン』の主人公・ケビンの演技に衝撃を受け、以後目標にしてきたと2019年のインタビューの中で話している。
2001年9月、所属事務所ミューラスの解散に伴いアーツビジョンに移籍。
2006年4月7日、自身のホームページで結婚を報告。
2007年9月、アーツビジョンを退社し、フリーとなる。
2011年12月26日に女児を出産し、2017年8月1日には男児を出産した。
2018年7月6日放送回より、『クレヨンしんちゃん』の野原しんのすけ役を、1992年4月13日の放送開始から演じてきた矢島晶子から引き継いだ。
2018年、第5回Yahoo!検索大賞 声優部門賞を受賞。

## 人物
かつて活動していた声優ユニットPritsのメンバーである桑谷夏子、望月久代、水樹奈々とは現在も仲が良い。
座右の銘は「心は熱く、頭は冷静に」。

### 特色
主に少年役や少女役を演じることが多く、本人も「元気な熱血少年の役が多い」と話している。
最初の頃に仕事がなかった時期を経験していたため、早い段階から声優として生きる人生への覚悟ができていたといい、2024年時点で26年間声優業界で仕事をしているが、「もう安泰だ」と感じたことは一度もないという。
デビューして6年ほどは、喉の使い方がよくわかっておらず、しょっちゅう喉を壊していた。男の子の役で、割と叫び系のものが多かったため、「わぁ〜！」「うぉ〜！」とがむしゃらに叫んでいたところ、2、3か月も声がうまく出ない時があった。ただし、その頃はあまり仕事も多くなかったため、騙し騙しできていた。経験を重ねるごとに喉の使い方も覚えていき、緊張がほぐれると変なところに力が入らなくなり、風邪をひかない限り喉を潰すことはなくなったが、1年中ずっと体調管理や健康には気をつけているという。
小学校などの特別授業で声優の仕事について子供たちの前で話す機会も何度かあり、その時の小学校などの子供たちから「（私が声優を担当しているアニメを）それ毎週見てる!」「面白い!」などの反応や、手紙にとても励まされた。SNSなどでファンから貰える温かい言葉も嬉しく糧になり、「声優をしていてよかった」と改めて思ったという。
声優の仕事は正解があるものではないため、毎回反省が多く、終えてから「もっとこうすればよかった」と思っており、ひとつの仕事が最終回を迎えた時の寂しさや、オーディションに落ちまくり「もう私は必要ないんじゃないかな」という気持ちにどう向き合って切り替えていくかはしんどい作業でもあったという。そのように感じた時は旅行に行ったり、仕事とは関係のないことをしたりして気持ちを切り替えるようにしているが、最終的には「なるようにしかならない」ということも悟っていた。
紙に「20歳までにデビューして、25歳までに男の子の主役をやる！」と書いたことがあり、それをずっと持っていたという。
声優デビュー当時は、画面から聞こえてくる自分の声にかなり違和感があったが、少しずつ芝居や声が商品として出来てくると違和感も減っていった。2024年のインタビューでも、普段話している声を録音して聞くと若干違和感はあるものの、キャラクターを演じている時の声は客観的に聞いていることもあり、違和感は感じなくなった。

### 育児について
毎日朝から「早く起きろ～!」「ごはん早く食べちゃって!」、「遅刻するよ!」といった具合に子供たちのおかげで良い発声練習ができており、子供からは「ママうるさい、声でかい」とよく言われている。子供たちとの毎日の言い合いについては、発声練習も兼ねて、あえて腹式呼吸を意識して声を出しているところはあるという。声で子供を捕まえられることも仕事が育児に役立っていることのひとつで、声が大きいので子どもが迷子になる前に呼び止められるという。
長女の時の子育ては、育児本通りに育てなてくてはいけないというマイルールに陥ってしまい、色々な育児本を読み漁り、その通りにいかないと不安になっていた。育児本から得た知識も役に立っていたが、小林の性格が良くも悪くも真面目過ぎる部分があった。
予定日より1か月近く早く生まれ、体の小さかった娘に、育児本に記載された通りの月齢のミルク量を飲ませようしていた時期もあった。このことは、「このミルク量を飲まないと死んじゃう!」と躍起になってしまい、そのため娘は哺乳瓶やおっぱいを見ると「うわぁ…」という顔をするようになってしまった。その後も、パッションが少々強めな娘のイヤイヤ期は激しかったが、思わず感情のまま怒ってしまい、その度に「あんなに怒ることなかったな」と後悔して将来、「トラウマになったらどうしよう」とまで悶々と考え込んでしまう日々だった。

### 野原しんのすけ役
『クレヨンしんちゃん』の野原しんのすけ役を演じることになった時には、自身は可愛らしい透き通った声であるため、しんのすけの独特な声や喋り方は「前任の矢島さんの物凄い努力と研究の結果」といい、監督をはじめスタッフからも「出来る限りしんちゃんのイメージはそのままで」という指示もあった。その先代の努力と研究を完コピするという形でなぞることにしており、1日中矢島のしんのすけを聞き続け、自分の声と比べる作業を繰り返しながら、「野原しんのすけ」をインプットしていったという。
しんのすけを引き継ぐ前から小林の子供たちは『クレヨンしんちゃん』を毎週楽しみに観ていたが、小林はその間、夕飯の支度をしながら子供たちの笑い声を聞いていた。引き継ぐにあたり、改めてちゃんと『クレヨンしんちゃん』を観ていたところ、非常に面白く感じ、特に野原みさえの場面を見て「子育てはもっと気を楽にしていいんだ、完璧な子育てなんてなくていいんだ」と心がふっと軽くなった。大切なことをみさえは教えてくれたといい、だいぶ助けられたという。
2024年4月22日付のブログで、森川智之と檜山修之のトークライヴを観覧した際、同じく観覧に来ていた矢島と対面して挨拶することが叶ったと明かしている。その際矢島から「しんのすけをたのんだゾ〜！」というメッセージを貰ったという。

## 出演
太字はメインキャラクター。

### テレビアニメ
1998年
- Night Walker -真夜中の探偵-（女生徒A）
- 発明BOYカニパン（ロース）
- ビーストウォーズII 超生命体トランスフォーマー（1998年 - 1999年、ライオジュニア / マグナボス）
- 魔術士オーフェン（少年）

1999年
- 宇宙海賊ミトの大冒険（年賀正月） - 2シリーズ
- こちら葛飾区亀有公園前派出所（姫野恵、亀羅写太）
- 超発明BOYカニパン（カシス）
- へっぽこ実験アニメーション エクセル♥サーガ（小林エクセル）
- Bビーダマン爆外伝V（ジュニアボン）
- 魔装機神サイバスター（尾崎ナナセ）
- メダロット（枝豆）

2000年
- GEAR戦士電童（生徒たち、中澤礼子）
- ゲートキーパーズ（秀樹）
- サクラ大戦TV（トラ坊）
- 人造人間キカイダー THE ANIMATION（光明寺マサル）
- 真・女神転生デビチル（2000年 - 2001年、サラマンダー、ノーム、小象A、ゾウリムシ、ダッキ）
- タイムボカン2000 怪盗きらめきマン（おでかけキャット、コッパミジンコ〈初代〉、アポインター）
- はじめの一歩（女子生徒）
- ビックリマン2000（虹天使ダーツ、ヤマダくん）
- ポケットモンスター（ミノル）
- メダロット魂（テドリガワ、アケガラス）
- ラブひな（2000年 - 2001年、サラ・マクドゥガル） - 1シリーズ + 特別編2本
- 六門天外モンコレナイト（ルーク）

2001年
- 学園戦記ムリョウ（守機瞬）
- シスター・プリンセス（2001年 - 2002年、衛） - 2シリーズ
- ちっちゃな雪使いシュガー（バジル）
- 電脳冒険記ウェブダイバー（2001年 - 2002年、結城ケント）
- フィギュア17 つばさ&ヒカル（五十嵐雄大、男子生徒）
- よばれてとびでて!アクビちゃん（飯根よしあ）

2002年
- 犬夜叉（ブン）
- 王ドロボウJING（ヒメポル 他）
- GetBackers-奪還屋-（風鳥院花月〈幼少時〉）
- SAMURAI DEEPER KYO（幼いサスケ）
- テニスの王子様（2002年 - 2012年、壇太一） - 2シリーズ
- デュエル・マスターズ（2002年 - 2022年、切札勝舞、切札勝太、切札ハム勝太、切札ジョー） - 19シリーズ
- PIANO（女子生徒B、店員、アナウンス）
- ふぉうちゅんドッグす（フレディ / アレックス）

2003年
- 一騎当千（2003年 - 2007年、于吉） - 2シリーズ
- GAD GUARD（幼いハジキ / 子供のハジキ）
- 金色のガッシュベル!!（魔物の子）
- 住めば都のコスモス荘 すっとこ大戦ドッコイダー
- ソニックX（2003年 - 2004年、メッセンジャーロボ / ボックン）
- D・N・ANGEL（冴原〈幼少時代〉）
- とっとこハム太郎（2003年 - 2005年、ひまわりちゃん） - 2シリーズ
- PEACE MAKER鐵（市村鉄之助）
- 人間交差点（周平）
- ボンバーマンジェッターズ（コボン）
- ロックマンエグゼAXESS（児童A）

2004年
- SDガンダムフォース（武者頑駄無 元気丸）
- GANTZ（杉原亮太）
- かいけつゾロリ（生徒）
- DearS（太一）
- NARUTO -ナルト-（砂の里の子供、縄樹）
- ニニンがシノブ伝（タケル）
- 花右京メイド隊 La Verite（シンパン君）
- 双恋（東尾）
- 忘却の旋律（安藤ヨウスイ / エレクトリックしーぷ）
- ポケットモンスター アドバンスジェネレーション（キミマロ）
- 魔法少女隊アルス（ミレティス）
- 焼きたて!!ジャぱん（2004年 - 2006年、東和馬）
- ゆめりあ（7歳の智和）

2005年
- うえきの法則（ベッキー・ウォルフ）
- エレメンタル ジェレイド（ユージン）
- かみちゅ!（三つ葉丸）
- 灼眼のシャナ（2005年 - 2012年、緒方真竹） - 3シリーズ
- ドラえもん（テレビ朝日版第2期）（2005年 - 、火星人の子供、ピッポ 他）
- マシューせんせい 〜ゆかいなヒルトップ病院〜（バーチュー、ビバリー、ヘンリー、ユースタシア 他）
- 魔豆奇伝パンダリアン（トビー）
- MÄR-メルヘヴン-（鬼火属フォレ）

2006年
- うっかりペネロペ（ストロンボリ）
- おとぎ銃士 赤ずきん（カイン）
- ツバサ・クロニクル（鋼丸）
- スーパーロボット大戦OG -ディバイン・ウォーズ-（リョウト・ヒカワ）
- タクティカルロア（海里美晴）
- タマ&フレンズ 探せ!魔法のプニプニストーン（タマ）
- ちょこッとSister（石田駆）
- 妖逆門（多聞三志郎）
- 祝!(ハピ☆ラキ)ビックリマン（2006年 - 2007年、騎神アリババ / アリババ神帝）
- xxxHOLiC（2006年 - 2008年、子ギツネ） - 2シリーズ
- 舞-乙HiME（マーヤ・ブライス）

2007年
- あたしンち（2007年 - 2016年、うりひこ、子供、男の子B、男の子A、男の子、戸山・娘） - 2シリーズ
- Venus Versus Virus（陽司）
- Over Drive（メル〈子供時代〉）
- ゲゲゲの鬼太郎（第5作）（2007年 - 2008年、鈴村翔子、羽原舞、未来）
- サルゲッチュ 〜オンエアー〜 2nd（熱血）
- D.Gray-man（計算のダン）
- 電脳コイル（アキラ）
- はぴはぴクローバー（ガク）
- ハヤテのごとく!（デュエル執事、静子、ポエミ、ナベシン執事の娘）
- ミヨリの森（功太郎）
- レ・ミゼラブル 少女コゼット（ガヴローシュ）
- レンタルマギカ（御凪諸刃）

2008年
- ARIA The ORIGINATION（アヒト）
- カイバ（グリ）
- 家庭教師ヒットマンREBORN!（ジンジャー・ブレッド）
- ケロロ軍曹（鈴木フタバ）
- Hello Kitty りんごの森とパラレルタウン（ナタリー、少年A）
- 屍姫 シリーズ（2008年 - 2009年、花神旺里〈少年時代〉） - 2シリーズ
- スレイヤーズ シリーズ（2008年 - 2009年、ポコタ） - 2シリーズ
- ソウルイーター（2008年 - 2014年、ブラック★スター） - 2シリーズ
- それいけ!アンパンマン（2008年 - 2023年、こてん〈3代目〉、シャボンダマン〈3代目〉、ショウ〈2代目〉）
- テイルズ オブ ジ アビス（2008年 - 2009年、イオン、シンク）
- ドルアーガの塔 〜the Aegis of URUK〜（ユーリ）
- のらみみ（カン太郎）
- 魔法遣いに大切なこと 〜夏のソラ〜（草太）
- MAJOR 4th season（信二）

2009年
- イナズマイレブン（2009年 - 2010年、霧隠才次）
- 空中ブランコ（池山拓也）
- 源氏物語千年紀 Genji（光る君、春宮、女房B）
- ご姉弟物語（地主純一郎）
- こんにちは アン 〜Before Green Gables（ホーレス・トーマス）
- 絶対可憐チルドレン（河村タケシ）
- 戦争童話 青い瞳の女の子のお話（横田則夫）
- 東京マグニチュード8.0（小野沢悠貴）
- NARUTO -ナルト- 疾風伝（縄樹）
- バスカッシュ!（ベル・リンドン）
- ヒピラくん（ヒピラ）

2010年
- あにゃまる探偵 キルミンずぅ（高柳トシキ）
- Angel Beats!（大山）
- スーパーロボット大戦OG -ジ・インスペクター-（リョウト・ヒカワ）
- スティッチ! 〜ずっと最高のトモダチ〜（豊田さん）
- ハートキャッチプリキュア!（ヒロト）
- はっけん たいけん だいすき! しまじろう（ユッキー）
- ひめチェン!おとぎちっくアイドル リルぷりっ（はやた）

2011年
- 青の祓魔師（洋平）
- 神様ドォルズ（日向桐生）
- スイートプリキュア♪（南野奏太）
- ダンタリアンの書架（アイラ）
- ポケットモンスター ベストウイッシュ（2011年 - 2012年、カミツレ）
- 名探偵コナン（2011年 - 2025年、小野田恵太、団野皆介）
- Rio RainbowGate!（ジャック）

2012年
- エリアの騎士（逢沢傑〈幼少〉）
- クレヨンしんちゃん（猿のおもちゃ）
- 黒魔女さんが通る!!（悪魔情）
- ジョジョの奇妙な冒険（ポコ）
- 人類は衰退しました（妖精さん）
- Persona4 the ANIMATION（金子）
- 松本零士「オズマ」（ヤム）
- LUPIN the Third -峰不二子という女-（マルコ）

2013年
- 団地ともお（福沢）

2014年
- 怪盗ジョーカー（2014年 - 2016年、ハチ、風魔イチ） - 4シリーズ
- 七つの大罪（2014年 - 2021年、ミード） - 2シリーズ
- ハマトラ（幼いナイス） - 2シリーズ
- ふうせんいぬティニー（2014年 - 2016年、ティニー） - 2シリーズ
- 鬼灯の冷徹（2014年 - 2018年、シロ） - 3シリーズ

2015年
- 終わりのセラフ 名古屋決戦編（レスト・カー）
- ガンスリンガー ストラトス（ジョナサン・サイズモア）
- 食戟のソーマ（2015年 - 2016年、少年四宮） - 2シリーズ
- 探偵歌劇 ミルキィホームズ TD（スカーレット・オハダ）

2016年
- Re:ゼロから始める異世界生活（2016年 - 2020年、ミルド） - 2シリーズ
- アルプスの少女ハイジ?ちゃらおんじ（スイーツクララ、キラキラペーター 他）
- がんがんがんこちゃん（2016年 - 2018年、ゲンくん） - 2シリーズ
- 斉木楠雄のΨ難（2016年 - 2018年、入達遊太） - 2シリーズ

2017年
- おそ松さん（栄太郎）

2018年
- ピアノの森（大貴）
- ルパン三世 PART5（ジャン）
- クレヨンしんちゃん（2018年 - 、野原しんのすけ〈2代目〉）
- 若おかみは小学生!（澄川清志郎〈鳥居くん〉）
- 俺が好きなのは妹だけど妹じゃない（衛） - コラボレーション企画により第一話冒頭に登場。

2019年
- イナズマイレブン オリオンの刻印（マリク・クアベル）

2020年
- GO!GO!アトム
- デジモンアドベンチャー:（2020年 - 2021年、泉光子郎）
- のりものまん モービルランドのカークン（2020年 - 2021年、シン・カン）
- ミュークルドリーミー（ポン吉）
- ふしぎ駄菓子屋 銭天堂（大熊北斗）

2021年
- はたらく細胞!!（ラヴリー細菌）

2022年
- ニンジャラ（2022年 - 2025年、バーン、ゴロー、伴二）
- 平家物語（平資盛〈幼少期〉）
- かぎなど Season2（大山）
- 真・一騎当千（于吉）
- デジモンゴーストゲーム（2022年 - 2023年、エスピモン）
- ちみも（ふみお）
- ゴールデンカムイ（チヨタロウ）

2023年
- 逃走中 グレートミッション（2023年 - 2025年、トムラハル / ジョンドゥー）
- AIの遺電子（パーマ）

2024年
- わんだふるぷりきゅあ!（しんのすけ）
- ドラゴンボールDAIMA（2024年 - 2025年、界王神〈ミニ〉）

2025年
- わたしの幸せな結婚（清）
- ONE PIECE（ジニー）
- ぷにるはかわいいスライム（ジョルジュ）

### 劇場アニメ
1998年
- ビーストウォーズII 超生命体トランスフォーマー ライオコンボイ危機一髪!（ライオジュニア / マグナボス）

2001年
- 頭文字D Third Stage

2002年
- エクスドライバー the Movie（菅野走一）

2004年
- スチームボーイ

2005年
- 劇場版デュエル・マスターズ 闇の城の魔龍凰（切札勝舞）
- 劇場版ロックマンエグゼ 光と闇の遺産（切札勝舞）
- 劇場版 甲虫王者ムシキング グレイテストチャンピオンへの道（未来ユウト）
- 劇場版 テニスの王子様 跡部からの贈り物 〜君に捧げるテニプリ祭り〜（壇太一）

2006年
- 銀色の髪のアギト（幼少時のアギト）

2009年
- 劇場版デュエル・マスターズ 黒月の神帝（切札勝舞）

2010年
- 劇場版デュエル・マスターズ 炎のキズナXX!!（切札勝舞）
- チェブラーシカ
- リサとガスパール -とびきりキュートなパリの住人-（ガスパール）

2011年
- 映画 スイートプリキュア♪ とりもどせ! 心がつなぐ奇跡のメロディ♪（南野奏太）
- 映画ドラえもん 新・のび太と鉄人兵団 〜はばたけ 天使たち〜（ピッポ）
- トワノクオン（ツトム）
- マルドゥック・スクランブル 燃焼（トゥイードルディ）

2012年
- アシュラ（カポ）
- 映画 スマイルプリキュア! 絵本の中はみんなチグハグ!（孫悟空）
- ジュエルペット スウィーツダンスプリンセス（グミミン）
- 花の詩女 ゴティックメード（ナナド）

2013年
- AURA 〜魔竜院光牙最後の闘い〜（伊藤）

2017年
- 映画 ふうせんいぬティニー なんだかふしぎなきょうりゅうのくに!（ティニー）

2018年
- 若おかみは小学生!（澄川清志郎〈鳥居くん〉）

2019年
- クレヨンしんちゃん 新婚旅行ハリケーン 〜失われたひろし〜（しんのすけ）

2020年
- クレヨンしんちゃん 激突! ラクガキングダムとほぼ四人の勇者（しんのすけ）

2021年
- クレヨンしんちゃん 謎メキ!花の天カス学園（しんのすけ）

2022年
- 地球外少年少女（種子島博士） - 前後編に分けて劇場公開、Netflixでは全6話で配信
- クレヨンしんちゃん もののけニンジャ珍風伝（しんのすけ）
- 雨を告げる漂流団地（小祝太志）

2023年
- しん次元! クレヨンしんちゃん THE MOVIE 超能力大決戦 〜とべとべ手巻き寿司〜（野原しんのすけ）
- 鬼太郎誕生 ゲゲゲの謎（長田時弥）

2024年
- クレヨンしんちゃん オラたちの恐竜日記（野原しんのすけ）

2025年
- クレヨンしんちゃん 超華麗!灼熱のカスカベダンサーズ（野原しんのすけ）

### OVA
2000年
- エクスドライバー（菅野走一）
- KIRARA（美田）

2001年
- ハイパー無軌道オリジナル・ビデオ・アニメーション ぷにぷに☆ぽえみぃ（ワタナベぽえみ）
- ラブひな（サラ・マクドゥガル）

2002年
- ラブひな Again（サラ・マクドゥガル）

2004年
- Memories Off 3.5 祈りの届く刻（力丸紗代里）

2005年
- スーパーロボット大戦ORIGINAL GENERATION THE ANIMATION（リョウト・ヒカワ）

2006年
- 灼眼のシャナSP「恋と温泉の校外学習!」（緒方真竹）
- テニスの王子様 Original Video Animation 全国大会篇（壇太一〈オーディオコメンタリー〉）
- FREEDOM（リッキー）
- 舞-乙HiME Zwei（マーヤ・ブライス）

2007年
- 魔法少女隊アルス THE ADVENTURE（ミレティス、パパロ）

2008年
- やなせたかしメルヘン劇場 もりのヒーロー ハリーとマルタン（ハリー）

2009年
- アンパンマンとはじめよう! アンパンマンエクササイズ（タヌキくん）
- 灼眼のシャナS（緒方真竹）

2011年
- カーニバル・ファンタズム（遠野志貴〈子供時代〉）

2012年
- 堀さんと宮村くん（堀創太）

2015年
- 鬼灯の冷徹 OADシリーズ（2015年 - 2020年、シロ）

2018年
- Re:ゼロから始める異世界生活 Memory Snow（ミルド）

### Webアニメ
- 魔法遊戯（2001年、ズッキーニ・カッコカーリ）
- いくぜっ! 源さん（2008年、子供）
- クレヨンしんちゃん外伝 家族連れ狼（2017年、ひろしのすけ〈幼少〉）
- 40周年だよ!! コロコロオールスター小学校（2017年、切札ジョー）
- ニンジャラ シノビの血（2020年、バーン）
- ブラックチャンネル（2021年、切札ジョー）

### ゲーム
2000年
- サモンナイト（エルカ）
- スーパーロボット大戦α（2000年 - 2001年、リョウト・ヒカワ） - 2作品

2001年
- シスター・プリンセス（衛）
- リアルロボットレジメント（アリエイル・オーグ）
- 悪魔雀〜デビルマージャン〜（タレちゃん）

2002年
- アイドル雀士R 雀ぐる★プロジェクト（佐藤るか / サトル）
- ガレリアンズ:アッシュ（スパイダー）
- ビストロ・きゅーぴっと（サフラン・ターメリック）

2004年
- Memories Off 〜それから〜（力丸紗代里〈さよりん〉）

2005年
- イレギュラーハンターX（ナビゲーター）
- テニスの王子様 学園祭の王子様（壇太一）
- 武蔵伝II ブレイドマスター（アルベール）
- プリンセスメーカー4（リー）
- ロマンシング サガ -ミンストレルソング-（アイシャ）

2006年
- うえきの法則 倒すぜロベルト十団!!（ベッキー・ウォルフ）
- 灼眼のシャナ（PS2版）（緒方真竹）
- ときめきメモリアル Girl's Side 2nd Kiss（音成遊）
- バテン・カイトスII 始まりの翼と神々の嗣子（レイドカーン）
- Memories Off 〜それから again〜（力丸紗代里〈さよりん〉）
- ロックマンロックマン（ロックマン）

2007年
- スーパーロボット大戦OG ORIGINAL GENERATIONS（2007年 - 2016年、リョウト・ヒカワ、アリエイル・オーグ） - 5作品
- トラスティベル 〜ショパンの夢〜（ビート）

2008年
- インフィニット アンディスカバリー（ルカ）
- スターオーシャン2 Second Evolution（レオン・D・S・ゲーステ）
- ソウルイーター メデューサの陰謀（ブラック☆スター）
- ソウルイーター モノトーン プリンセス（ブラック☆スター）
- ルミナスアーク2 ウィル（サティ）

2009年
- イナズマイレブン2 脅威の侵略者 ファイア/ブリザード（霧隠才次）
- 家庭教師ヒットマンREBORN!DS フェイトオブヒートII 運命の二人（ジンジャー・ブレッド）
- ソウルイーター バトルレゾナンス（ブラック☆スター）
- テニスの王子様 ダブルスの王子様（女主人公：鏡見梓真、壇太一）
- レイトン教授と魔神の笛（トニー・アランバート）

2010年
- イナズマイレブン3 世界への挑戦!! スパーク/ボンバー/ジ・オーガ（霧隠才次）
- キングダム 一騎闘千の剣（河了貂）
- NARUTO -ナルト- 疾風伝 キズナドライブ（天霧タイサ）

2011年
- イナズマイレブン ストライカーズ（2011年 - 2012年、霧隠才次） - 3作品

2012年
- ガンスリンガー ストラトス（ジョナサン・サイズモア）

2013年
- デジモンアドベンチャー

2014年
- ガンスリンガー ストラトス2（ジョナサン・サイズモア）
- グランブルーファンタジー（2014年 - 2024年、ミムルメモル、キュウタ）
- 神撃のバハムート（スノウボーイ）

2015年
- Angel Beats! -1st beat-（大山）
- 怪盗ジョーカー 時を超える怪盗と失われた宝石（ハチ）
- リリーと魔神の物語（ポポタ）

2017年
- スターオーシャン:アナムネシス（レオン・D・ゲーステ）
- 東京放課後サモナーズ（ハクメン 他）
- 逆転オセロニア（アラジン）
- 蒼き革命のヴァルキュリア（ハンス）

2018年
- ゴッド・オブ・ウォー（アトレウス）
- 斉木楠雄のΨ難 妄想暴走 Ψキックバトル（入達遊太）
- スドリカ（リュー、エリオ・セレス）

2019年
- テイルズ オブ ザ レイズ（メルクリア）
- 鬼灯の冷徹 〜地獄のパズルも君次第〜（シロ）
- デュエル・マスターズ プレイス（2019年 - 2025年、切札勝舞、切札勝太、切札ジョー）

2020年
- スーパーロボット大戦X-Ω（リョウト・ヒカワ）
- ライブ・ア・ヒーロー!（コウキ&シリウス）

2021年
- クレヨンしんちゃん 「オラと博士の夏休み」〜おわらない七日間の旅〜（野原しんのすけ）

2023年
- STAR OCEAN THE SECOND STORY R（レオン・D・S・ゲーステ）

2024年
- スーパーロボット大戦DD（結城ケント）
- クレヨンしんちゃん 「炭の町のシロ」（しんのすけ）
- 百英雄伝（キャルラトーラ）
- ポケモンマスターズEX（2024年 - 2025年、バンジロウ）
- ドラゴンボールスーパーダイバーズ（界王神）

2025年
- ドラゴンボールZ カカロット（界王神〈ミニ〉）

### ドラマCD
- KIRARA オリジナル"衝撃波" ドラマ・アルバム「夜明け前」（美田）
- ドラマCD おとのでるにょっきシリーズ にょっき だい1かん（こきんと）
- ドラマCD おとのでるにょっきシリーズ にょっき ふたつめ（こきんと）
- ドラマCD 君と僕。 あきらとこーちゃん編&ひだまり幼稚園編（あきら）
- 銀河ロイドコスモX IN ヒーロークロスライン ドラマCD（石井篤）
- SAMURAI DEEPER KYO 陰陽殿への扉編（猿飛サスケ〈幼少期〉）
  - 第参巻『天翔麒麟』
  - 第四巻『朱雀対鶺鴒』
- 7SEEDS（野火桃太郎）
- スーパーロボット大戦 ORIGINAL GENERATION THE SOUND CINEMA（リョウト・ヒカワ）
- ソウルイーターシリーズ（ブラック☆スター）
  - ドラマCD ソウルイーター Vol.1 特別社会科見学
  - ソウルイーター スペシャルドラマCD Vol.3+ ブラック☆スター&椿編
  - ソウルイーター プレミアムドラマCD お色気魔法にご用心
- 篁破幻草子シリーズ（万里）
- トラスティベル 〜ショパンの夢〜 オリジナルドラマCD（ビート）
- ニードレス（クルス・シルト）
- PEACE MAKER鐵 シリーズ（市村鉄之助〈少年期〉、田村銀之助[87]）
- PINKY シリーズ（PK005 ココロ）
  - ドラマCD PINKY:SHOW TIME #001
  - ドラマCD PINKY:SHOW TIME #002
- 森口織人の陰陽道（森口織人）
- ゲーマーズヘブン 第1巻（ロストソウル）

### 吹き替え

#### 担当俳優・女優
エミリー・オスメント
- シークレット・アイドル ハンナ・モンタナ（リリー・トラスコット〈ローラ・ルフトネーグル〉）
  - ハンナ・モンタナ/ザ・ムービー（リリー・トラスコット）

- ダッドナップ パパ誘拐計画（メリッサ・モーリス）

ネイサン・ギャンブル
- イルカと少年（ソーヤー・ネルソン）
- ダークナイト（ジェームズ・ゴードン・Jr）※テレビ朝日版
- バベル（マイク・ジョーンズ）

#### 映画
- アース・トゥ・エコー（マンチ〈リース・ハートウィグ〉）
- アイ・アム・レジェンド（イーサン〈チャーリー・ターハン〉）※テレビ朝日版
- アラバマ物語（スカウト〈メアリー・バダム〉）※PDDVD版
- イーグル・アイ（サム・ホロマン〈キャメロン・ボイス〉）
- IT/イット “それ”が見えたら、終わり。（エディ・カスプブラク〈ジャック・ディラン・グレイザー〉[88]）
  - IT/イット THE END “それ”が見えたら、終わり。[89]
- 五日物語 -3つの王国と3人の女-（インマ〈シャーリー・ヘンダーソン〉[90]）
- イノセント・ボイス 12歳の戦場（チャバ〈カルロス・パディジャ〉）
- インポッシブル（ルーカス〈トム・ホランド〉）
- ウィンキーの白い馬（ウィンキー〈エビイ・タン〉）
  - はじめて馬に乗った日（ウィンキー〈エビイ・タン〉）
- エイリアン2 完全版（ティモシー）
- おしゃべり魔法犬ファン（エース・カニングハム）
- クレイジー・ハート（バディ・クラドック〈ジャック・ネイション〉）
- サンダーバード
- ジャッキー・チェンの必殺鉄指拳（龍少年[91]）※BD新録版
- スティーブン・キング 血の儀式（ジョージ〈チャンドラー・リッグス〉）
- ストーン・カウンシル（リウ＝サン）
- スピード・レーサー（幼いスピード）
- ダニーと秘密の魔法使い（ダニー・ウォーカー〈ジョー・ピッチラー〉）
- ダブル・ミッション（イアン〈ウィル・シャドレイ〉）
- ディセンバー・ボーイズ（ミスティー〈リー・コーミー〉）
- 飛ぶ教室（ウリー）
- ドラゴン・ブレイド（プブリウス〈ジョゼフ・リュウ・ウエイト〉）
- トランスポーター2（ジャック・ビリングス〈ハンター・クラリー〉[92]）※テレビ朝日版
- トレジャー・バディーズ/小さな5匹の大冒険（ピート）
- ナニー・マクフィーと空飛ぶ子ブタ（シリル・グレイ）
- 名もなきアフリカの地で
- ハチとパルマの物語（コーリャ〈少年〉〈レオニド・バーソフ〉）
- バトル・オブ・スカイアーク（スカンク）
- バトルフロント（マディ・ブローカー〈イザベラ・ヴィドヴィッチ〉）
- パラサイト 半地下の家族（ダソン〈チョン・ヒョンジュン〉[93]）※日本テレビ版
- ヒア アフター（マーカス）
- ファイヤーウォール（アンディ・スタンフィールド〈ジミー・ベネット〉）※テレビ朝日版
- ファミリー（ジョンファン）
- フィクサー（ヘンリー・クレイトン）
- ふたりのトスカーナ（ピエリーノ）
- ホワイトハウス・ダウン（エミリー・ケイル〈ジョーイ・キング〉[94]）
- みえない雲（ウリー）
- ムーンライズ・キングダム（サム・シャカスキー〈ジャレッド・ギルマン〉）
- ライラの冒険 黄金の羅針盤（ロジャー・パースロウ〈ベン・ウォーカー〉）※テレビ朝日版
- レディ・プレイヤー1（ゾウ[95]）
- 6才のボクが、大人になるまで。（メイソン・エヴァンス・ジュニア〈エラー・コルトレーン〉）
- ROCK YOU!（ウィリアム少年時代〈ハンス＝ラウリン・バイヤーリンク〉）※日本テレビ版
- ワイルド・ガール（ジェニファー・ローガン〈ジュノー・テンプル〉）

#### ドラマ
- ER XII 緊急救命室 #247（メイスン〈マイケル・クレパック〉）
- イタズラなKiss〜Playful Kiss〜（チョン・ジュリ〈ホン・ユナ〉）
- イップ・マン（イップ・チュン（中国語版））
- WITHOUT A TRACE/FBI 失踪者を追え!（カイル）
- おとぼけスティーブンス一家（ビーンズ〈スティーブ・アンソニー・ローレンス〉）
- 奇皇后 〜ふたつの愛 涙の誓い〜（キ・ヤン/スンニャン〈少女時代〉）
- クリミナル・マインド 特命捜査班レッドセル（ポール・ミークス）
- 恕の人 -孔子伝-（孔子少年期）
- ジングル・オール・ザ・ウェイ2（ノエル〈ケネディ・クレメンツ〉）
- スーパーナチュラル
  - シーズン3 #2（ベン〈ニコラス・エリア〉）
  - シーズン5 #6（ジェシー〈ガトリン・グリフィス〉）
- セーフハウス〜狙われた家族〜（ジョー）
- 大草原の小さな家（グレアム〈ジョニー・リー〉）
- 太陽を抱く月（ミナ王女〈チン・ジヒ〉）
- デスパレートな妻たち（ベンジャミン）
- トワイライト・ゾーン 〈第33話）〈ワイリー・サイチェック 〈ニコ・マクエオウン〉）
- ナース・ジャッキー2（ハリー・ミラー）
- HEROES/ヒーローズ（マイカ・サンダース〈ノア・グレイ＝ケイビー〉）
- フォーリング スカイズ（マット・メイソン〈マキシム・ナイト〉）
- フラーハウス（マックス・フラー〈エライアス・ハーガー〉）
- マルコム in the Middle（マルコム・ウィルカーソン〈フランキー・ムニッズ〉[29]〈シーズン3まで〉、マロリー）
- ミディアム3 霊能者アリソン・デュボア #10（オリバー）

#### アニメ
- アクアキッズ（ケン）
- アドベンチャー・タイム（ガンター[96]）
- ウェイン&ラニー クリスマスを守れ!（ティミー）
- おかしなガムボール（ダーウィン・ワタソン）
- 快適な生活〜ぼくらはみんないきている〜
- ギガントサウルス（ビル[97]）
- ズートピア（ウサギの女の子）
- スポンジ・ボブ 海のみんなが世界を救Woo!（カイル）
- チャギントン（ウィルソン[98]）
- リサとガスパール（ガスパール）

### 実写
- Cyber Project TV（独立放送局、キッズステーション）

### ラジオ
- 小林由美子のミラクル!!しゅびっち!!（ラジオ関西）
- シスター・プリンセス〜お兄ちゃんといっしょ（文化放送、月一パーソナリティ）
- ちょこッと☆らじお!（アニスタ.TV：2006年6月30日 - 2006年12月22日、隔週）
- テニスの王子様 オン・ザ・レイディオ（文化放送、マンスリーパーソナリティーの為、不定期）
- 関様・姫のキャラでイキましょう（ラジオ大阪、番組内ラジオドラマ）
- 美佳子のぱよぱよ（ラジオ大阪・ラジオ日本、2000年10月7日 - 2001年3月31日） ※コーナーレギュラー

### ラジオドラマ
- VOMIC キングダム（河了貂）
- 銀河ロイドコスモX ヒーロークロスラインにクロスせよ!（石井篤）※智一・美樹のラジオビッグバン内にて
- ときめきメモリアル Girl's Station 「遊くん奮闘記」（音成遊）

### CM
- 焼きたて!!ジャぱん ゲーム1号 頂上決戦!!パンタジック・グランプリ!（東和馬）

### その他コンテンツ
- Sister princess Valentine Party
- ザ・デビュー（ミューラス）
- テニプリフェスタ2011 in 武道館-心・技・体-（心公演のみ出演）
- Channel a MCエーチャン（ナレーション）[29]
- DNN．com
- ケシて見のカスな! デュエル・マスターズ 夏の大召喚スペシャル（切札勝舞）
- 21エモン&ドラえもん ようこそ!ホテルつづれ屋へ（モンガー）
- ドラえもん&Fキャラオールスターズ すこしふしぎ超特急[99]（モンガー）
- すすめロボケット&ドラえもん 決戦!雲の上の竜巻城（すすむ）
- スマイルプリキュア! ミュージカルショー（お化け）
- 水樹奈々『Song Communication』バックグラウンドボーカル（21stシングル『PHANTOM MINDS』収録）
- レオハウス（2018年7月7日 - 、野原しんのすけ〈2代目〉）
- グッド!モーニング（2019年9月30日 - 、テレビ朝日） - 野原しんのすけによる時報
- スーパーJチャンネル（2019年9月30日 - 、テレビ朝日） - 野原しんのすけによる633天気
- ジョンソン スクラビングバブル トイレスタンプ/流せるトイレブラシ（2020年8月31日 - ） - 野原しんのすけ 役
- アニメもゲームも特訓も!? ニンジャラ・ニューヨークアカデミー（2023年1月21日、28日、テレビ東京） - 出演
- AAB×クレヨンしんちゃん 30周年記念コラボ「オラのアニメもAABも30周年だゾ!」（2022年2月1日 - 、秋田朝日放送） - 野原しんのすけ 役
- 踊る!さんま御殿!!「夏の特大!さんま御殿 田中圭も激アツ参戦!超国民的アニメ声優祭」（2023年8月22日、日本テレビ）
- poiq（2024年、人懐っこい）

## ディスコグラフィ

### キャラクターソング
| 発売日  | 商品名                                            | 歌 | 楽曲                                                 | 備考                                                                         |
| 1999年  | 1999年                                            | 1999年 | 1999年                                               | 1999年                                                                       |
| ------- | ------------------------------------------------- | --- | ---------------------------------------------------- | ---------------------------------------------------------------------------- |
| 11月3日 | 愛（忠誠心）                                      | エクセル♥ガールズ | 「愛（忠誠心）」                                     | テレビアニメ『へっぽこ実験アニメーション エクセル♥サーガ』オープニングテーマ |
| 11月3日 | 愛（忠誠心）                                      | エクセル♥ガールズ | 「メンチ・哀愁のボレロ〜食すのね」                   | テレビアニメ『へっぽこ実験アニメーション エクセル♥サーガ』エンディングテーマ |
| 2000年  |                                                   | |                                                      |                                                                              |
| 3月23日 | エクセル・ガールズ GOLDEN BEST 20 -hatachi-       | エクセル♥ガールズ | 「楽曲」                                             | テレビアニメ『へっぽこ実験アニメーション エクセル♥サーガ』関連曲             |
| 2003年  |                                                   | |                                                      |                                                                              |
| 3月26日 | THE BEST OF RIVAL PLAYERS VII 真っ白な誓い        | 壇太一（小林由美子） | 「真っ白な誓い」 「真っ白な誓い（Remix Version）」   | テレビアニメ『テニスの王子様』関連曲                                         |
| 2006年  |                                                   | |                                                      |                                                                              |
| 7月26日 | 踊る ばけぎゃもん 〜ぷれい屋音頭/ふろむ 妖逆門    | 多聞三志郎（小林由美子） / 特別参加 - フエ（郷田ほづみ）、ロンドン（斎賀みつき）、ミック（加藤奈々絵）、ねいど（茶風林）、きみどり（福原香織） | 「踊る ばけぎゃもん 〜ぷれい屋音頭」                 | テレビアニメ『妖逆門』エンディングテーマ                                     |
| 2008年  |                                                   | |                                                      |                                                                              |
| 9月3日  | ソウルイーター キャラクターソング2「マイ☆スター」 | ブラック☆スター（小林由美子）、椿（名塚佳織）                                                                                                  | 「マイ☆スター」 「マイ☆スター（another mix）」       | テレビアニメ『ソウルイーター』関連曲                                         |
| 2019年  |                                                   | |                                                      |                                                                              |
| 2月19日 | 地獄の沙汰も君次第                                | 地獄の沙汰オールスターズ | 「地獄の沙汰も君次第」                               | テレビアニメ『鬼灯の冷徹』オープニングテーマ                                 |
| 2月19日 | 地獄の沙汰も君次第                                | 地獄の沙汰オールスターズ | 「大きな金魚の樹の下で」                             | テレビアニメ『鬼灯の冷徹』関連曲                                             |
| 2019年  |                                                   | |                                                      |                                                                              |
| 8月12日 | アイショタ                                        | étailes | 「ぼくらの愛SHOW TIME」 「ちゃんと咲うから見ていて」 | ドラマCD『アイショタ』劇中歌                                                 |